# Tianella fastigata
Tianella fastigata är en mångfotingart som beskrevs av Carl Graf Attems 1904. Tianella fastigata ingår i släktet Tianella och familjen Entomobielziidae. Inga underarter finns listade i Catalogue of Life.